# Mansfield (Massachusetts)
Mansfield – miasto w Stanach Zjednoczonych, w stanie Massachusetts, w hrabstwie Bristol.